# Războiul Otomano-Mameluc (1485-1491)
Un Război Otomano-Mameluc a avut loc între 1485-1491 când Imperiul Otoman a invadat teritoriile Anatolia și Siria ale Sultanatului Mameluc. Acest război a fost un eveniment esențial în campania otomanilor de dominare a Orientului Apropiat. Totuși, după mai multe confruntări războiul s-a încheiat printr-o remiză iar un tratat de pace a fost semnat în 1491 care a restaurat status quo ante bellum. Acesta a durat până când otomanii au mers din nou la război cu mamelucii în 1516-1517.

## Origini

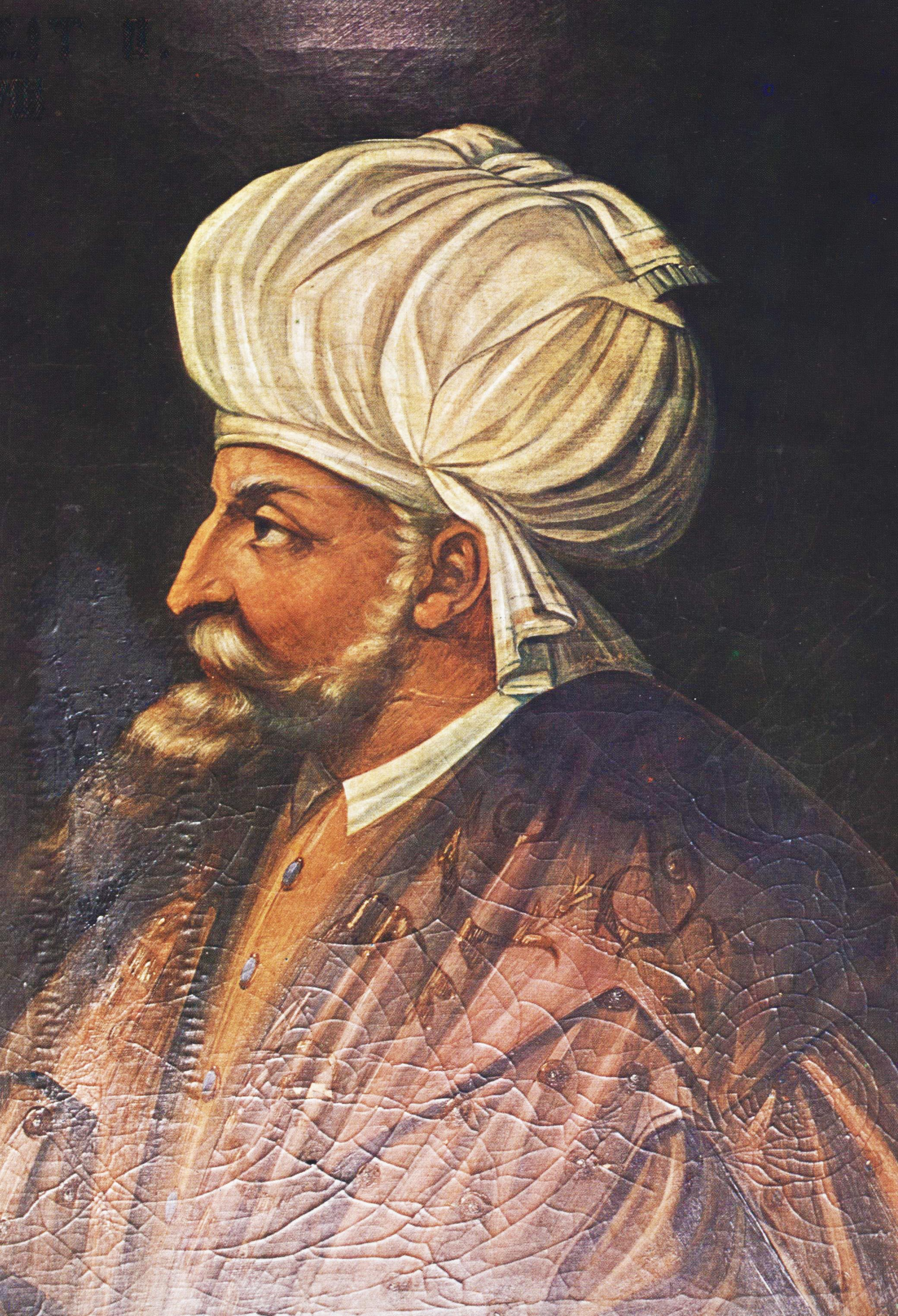
Sultanul Baiazid al II-lea

Relația dintre otomani și mameluci era adversială: ambele state luptau pentru dominarea comerțului cu mirodenii iar otomanii aspirau să preia controlul asupra orașelor sfinte ale islamului. Totuși, cele două state erau separate printr-o zonă-tampon ocupată de state turkmene precum Karamanizii, Statul Agqoyunlu, Ramadanizii și Dulkadir care își transferau supunerea de la o putere la alta. Totuși, atât istoricul venețian Domenico Malipiero cât și cronicarul otoman Tursun Bei au scris că încă din 1468 Mehmed al II-lea a plănuit o campanie împotriva mamelucilor în Siria care a fost abandonată după refuzul lui Uzun Hasan și a Karamanizilor de a coopera, ducând la o invazie și ulterior a anexării acestui stat de către Mehmed.
Când Baiazid al II-lea a preluat tronul otoman în 1481 fratele său, Sultanul Cem, care beneficia de sprijin considerabil în Anatolia, s-a ridicat și a concurat cu fratele său pentru tron. După ce a fost învins în luptă a căutat refugiu inițial la Ramadanizi și de acolo la mameluci. Deși mamelucii au refuzat să îi ofere orice sprijin militar, acest act a stârnit ostilitatea lui Baiazid care a fost adâncită și mai mult când mamelucii au reținut un ambasador otoman care revenea din Dekkan cu un ambasador indian și daruri pentru sultanul otoman.

## Operațiuni
Conflictul a izbucnit când Alaüddevle, conducătorul din Dulkadir, a atacat orașul mameluc Malatya cu sprijinul lui Baiazid. Mamelucii au lansat o contraofensivă și, deși au pierdut această primă bătălie, l-au învins ulterior pe Alaüddevle și pe aliatul său otoman.

### Ofensiva otomană din 1485
Baiazid a lansat un atac pe uscat și pe mare asupra mamelucilor în 1485. Conduse de noul guvernator din Karaman, Karagöz Mehmed Pașa, forțele otomane, alcătuite în special din trupe provinciale, au subjugat triburile rebele Turgudlu și Vasak și au capturat multe fortărețe din Cilicia. Armata lui Karagöz Mehmed a fost învinsă de mameluci într-o bătălie în afara Adanei pe 9 februarie 1486. Întăririle din Istanbul, inclusiv armate de ieniceri, au fost trimise de Baiazid sub comanda cumnatului său, Hersekzade Ahmed Pașa dar armata otomană combinată a fost din nou învinsă în Adana pe 15 martie. Karagöz Mehmed a fugit, Hersekzade Ahmed a fost luat prizonier iar Cilicia a revenit sub controlul mamelucilor.

### Ofensiva otomană din 1487
În 1487 otomanii au trimis din nou o armată numeroasă formată din soldați ordinari și ieniceri, sprijinită de flotă și de forțele din Dulkadir și condusă de Marele Vizir Koca Davud Pașa. Totuși, Davud Pașa a evitat operațiunile împotriva mamelucilor, folosind în schimb trupele sale pentru a înăbuși revoltele triburilor Turgudlu și Vasak, securizând spatele frontului.

### Ofensiva otomană din 1488

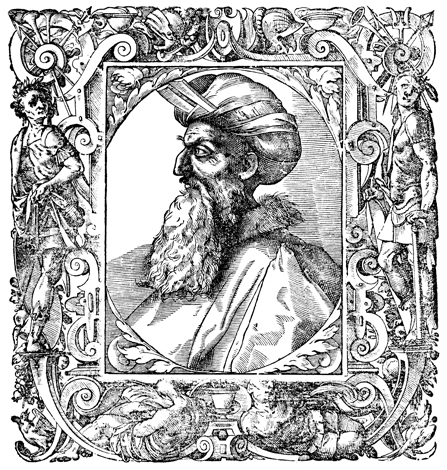
Sultanul mameluc Qaitbay

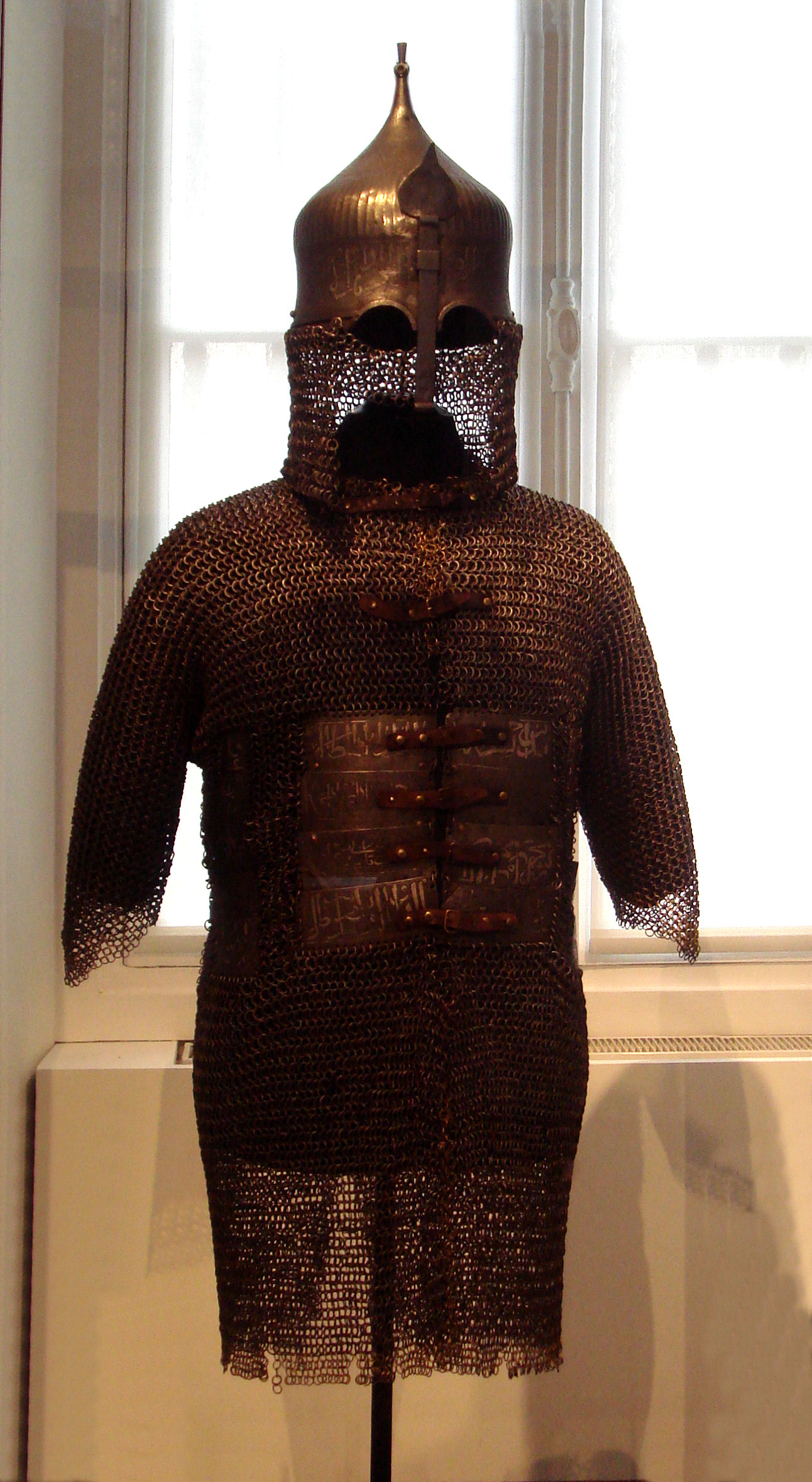
Armură otomană (1485-1500)

În 1488 otomanii au lansat un atac major, atât de pe uscat cât și de pe mare. Flota a fost condusă de Hersekzade Ahmed Pașa, eliberat din captivitate, iar armata a fost comandată de guvernatorul Rumeliei, Hadim Ali Pașa. Cu această ocazie au cerut venețienilor folosirea portului Famagusta pentru a-și aproviziona trupele pe mare dar venețienii au respins cererea și chiar au trimis o flotă în Cipru pentru a se apăra de o debarcare otomană. Și mamelucii au cerut sprijin naval din partea puterilor italiene dar și ei au fost refuzați. Flota otomană s-a deplasat spre Alexandretta sperând să intercepteze trupele mameluce care înaintau în Siria în vreme ce armata otomană, formată din circa 60.000 de oameni, a preluat controlul Ciliciei. Totuși, o furtună a distrus flota iar mamelucii au fost capabili să înainteze spre Cilicia. Cele două armate s-au întâlnit la Ağaçarıyı în apropiere de Adana pe 26 august 1488. Inițial, otomanii au înregistrat progrese pe flancul stâng dar flancul lor drept a fost forțat să se retragă. Când soldații din Karaman au fugit de pe câmpul de luptă otomanii au fost forțați să se retragă, cedând câmpul și victoria mamelucilor.
Armata otomană s-a retras în Karaman pentru a se regrupa, suferind multe pierderi în urma atacurilor triburilor turkmene. Majoritatea comandanților au fost chemați la Istanbul și întemnițați în Rumelihisarı. Între timp, mamelucii au început să asedieze Adana care a căzut după trei luni. Hersekzade Ahmed Pașa a fost capabil să obțină o victorie minoră prin distrugerea unui detașament mameluc dar Cilicia se afla ferm sub controlul mamelucilor. Mai important, aliații turkmeni ai otomanilor au început să treacă de partea mamelucilor, inclusiv Alaüddevle, restaurând astfel o linie de state tampon orientate spre mameluci de-a lungul frontierei.

### Ofensiva mamelucă din 1490
În 1490 mamelucii au preluat din nou ofensiva, avansând în Karaman și începând asediul orașului Kayseri. Totuși, când Hersekzade Ahmed Pașa a sosit cu o armată de ajutor mamelucii au abandonat asediul și au revenit în Cilicia. În această perioadă războiul a început să producă un impact asupra finanțelor sultanatului mameluc iar otomanii au început să se teamă de o eventuală cruciadă împotriva lor. Astfel, ambele puteri doreau să pună capăt acestui conflict indecis. A fost semnat un tratat care a fixat granița lor comună prin Trecătoarea Gülek din Munții Taurus, lăsănd câmpia Ciliciei mamelucilor.

### Analiză
Otomanii au fost capabili să îi domine pe mameluci pe mare dar pe uscat mamelucii au reușit să reziste cu succes atacurilor otomane mulțumită șirului lor de fortărețe din Anatolia și Siria și a principatului-tampon Zu al-Kadr condus de Alad ad-Dawla și centrat în Elbistan și Maras. Otomanii erau o forță militară mai puternică dar au fost slăbiți de problemele interne și lipsa unei conduceri centralizate puternice a sultanului Baiazid, care a rămas în Istanbul.
Pe parcursul conflicului armata mamelucă a fost caracterizată de folosirea unei cavalerii nomade strălucite pe lângă armata convențională în vreme ce otomanii au contat doar pe o armată convențională, cu o cavalerie ușoară combinată cu trupele de infanterie.

### Impactul asupra Spaniei și Dinastiei Nasride
Pe măsură ce expansiunea turcă în vestul Mediteranei reprezenta o amenințare tot mai mare pentru Coroana Spaniolă, regele Ferdinand al II-lea a încheiat o alianță temporară cu mamelucii împotriva otomanilor din 1488 până în 1491, având ca rezultat transporturi de grâu spaniol care va finanța parțial efortul de război spaniol împotriva Granadei iar spaniolii au furnizat o flotă de 50 de caravele împotriva otomanilor. Mai târziu, în 1501, spaniolii l-au trimis pe ambasadorul Pedro Martyr d'Anghiera pentru a evita represaliile împotriva creștinilor orientali după căderea Granadei.
Pe de altă parte, Baiazid al II-lea a primit o cerere de ajutor din partea Dinastiei Nasride a Granadei împotriva Coroanei Spaniole dar nu a putut trimite decât ajutor limitat datorită implicării sale în conflictul cu mamelucii. Au fost puse astfel bazele relațiilor otomano-nasride și a fost trimisă o flotă sub comanda lui Kemal Reis pe coastele Spaniei. Sprijinul otoman s-a dovedit a fi insuficient și a condus parțial la Căderea Granadei din 1492.

## Urmări
Deoarece foametea și bolile au început să se răspândească, a fost semnat un tratat de pace în mai 1491. Mamelucii au rămas o entitate puternică împotriva otomanilor, deși erau epuizați din punct de vedere financiar. Frontierele dintre cele două puteri au rămas practic neschimbate.
Opoziția dintre mameluci și otomani a rămas în impas la începutul secolului al XVI-lea până când puterea mamelucă a fost puternic afectată de incursiunea portughezilor în Oceanul Indian din 1505, amenințând astfel rutele tradiționale comerciale ale mamelucilor și o sursă importantă de venit și conducând la un război catastrofal cu portughezii din 1505 până în 1517. Imperiul Otoman va prelua în cele din urmă Sultanatul Mameluc în 1517 în urma unui nou război în 1516-1517.